# Ligne 2 du métro de São Paulo

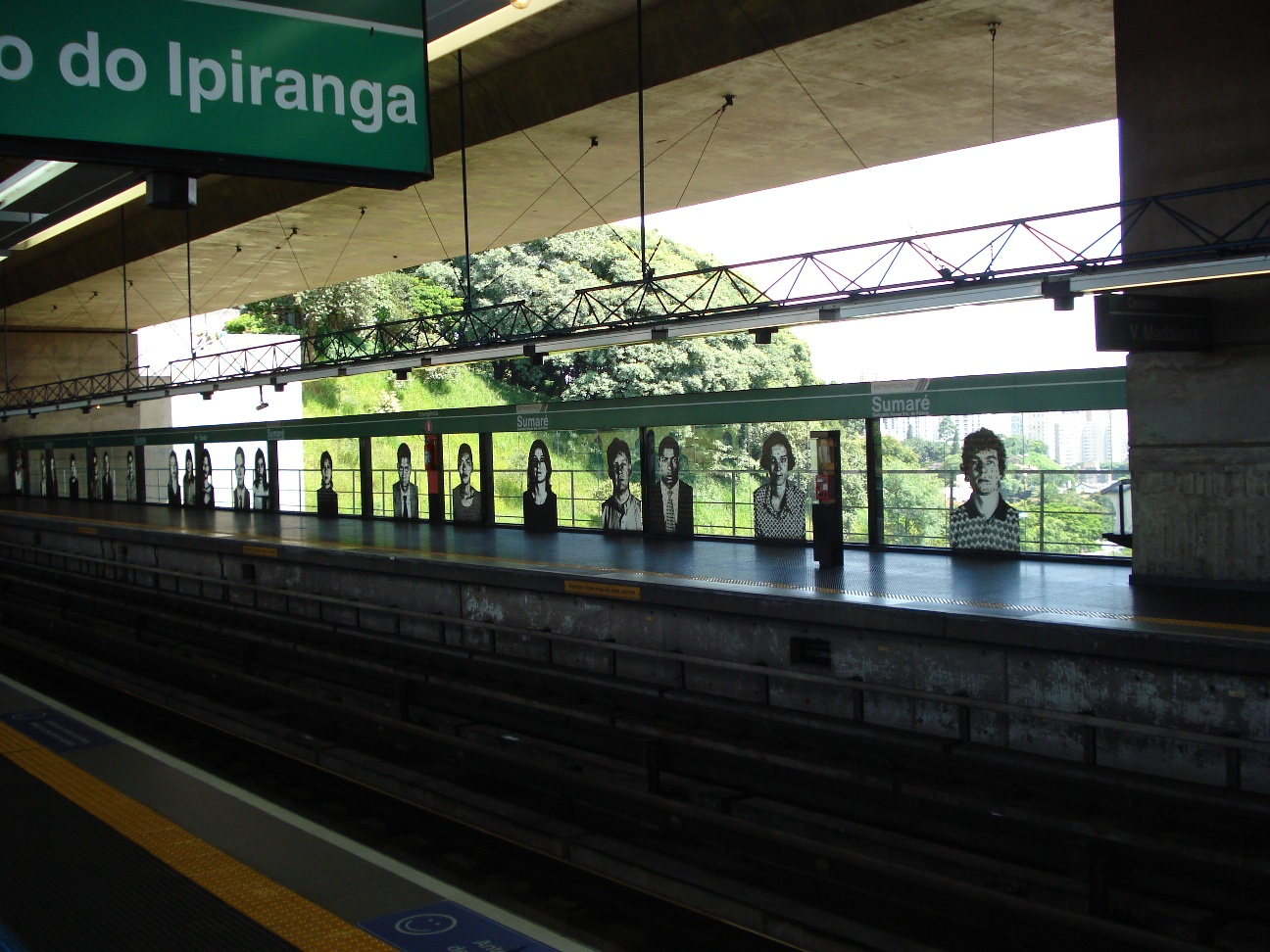
Plate-forme de la Station Santuário Nossa Senhora de Fátima-Sumaré.

La ligne 2 - Vert du métro de São Paulo est une ligne de métro de la ville de São Paulo. Elle relie la station Vila Madalena et la station Vila Prudente. Elle s'appelait à l'origine Ligne Paulista. La ligne passe sous l'avenue Paulista.

## Histoire
Appelée à l'origine ligne Paulista, elle a été mise en service le 25 janvier 1991 entre Consolação et Paraíso. En 1992 elle est prolongée à Clínicas et à Ana Rosa. En 1998 elle est prolongée à Vila Madalena.
En 2006 elle est prolongée à Imigrantes, puis la station Chácara Klabin est ouverte. L'année suivante, 2007, la ligne se prolongue à Alto do Ipiranga. En 2010, la ligne est prolongée à Sacomã, puis à Vila Prudente.

## Stations
- Vila Madalena
- Santuário Nossa Senhora de Fátima-Sumaré
- Clínicas
- Consolação
- Trianon Masp
- Brigadeiro
- Paraíso
- Ana Rosa
- Chácara Klabin
- Santos-Imigrantes
- Alto do Ipiranga
- Sacomã
- Tamanduateí (intégrée dans la gare de Tamanduateí)
- Vila Prudente

## Infrascructure

### Ligne
La ligne 2 est souterraine entre Vila Madalena et Sumaré, entre Sumaré et Chácara Klabin, entre Santos-Imigrantes et Sacomã et en Vila Prudente. La station Sumaré est aérienne, sous un viaduc. Les stations Santos-Imigrantes et Tamanduateí sont aériennes.

### Matériel roulant
La ligne 2 - Verte dispose de 31 rames actuellement en service, répartis en 3 flottes. On a 2 rames Alstom A96 qui sont la flotte G, 14 rames modernisés par le Consortium Modertren (Alstom / Siemens) qui sont les anciens Budd Mafersa de la flotte A et 15 rames modernisés par le Consortium BTT (Bombardier / Tejofran / Temoinsa) qui sont les anciens rames Budd Mafersa de la flotte A.

### Atelier
La ligne 2 - Verte possède un atelier : l'Atelier Tamanduateí.

## Galerie de photographies

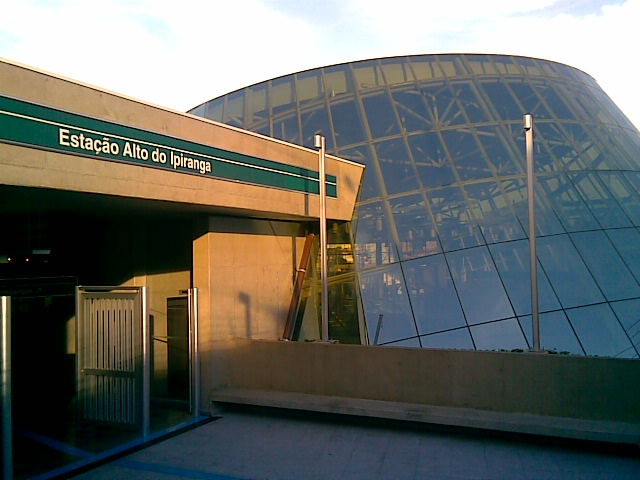
Station Alto do Ipiranga.
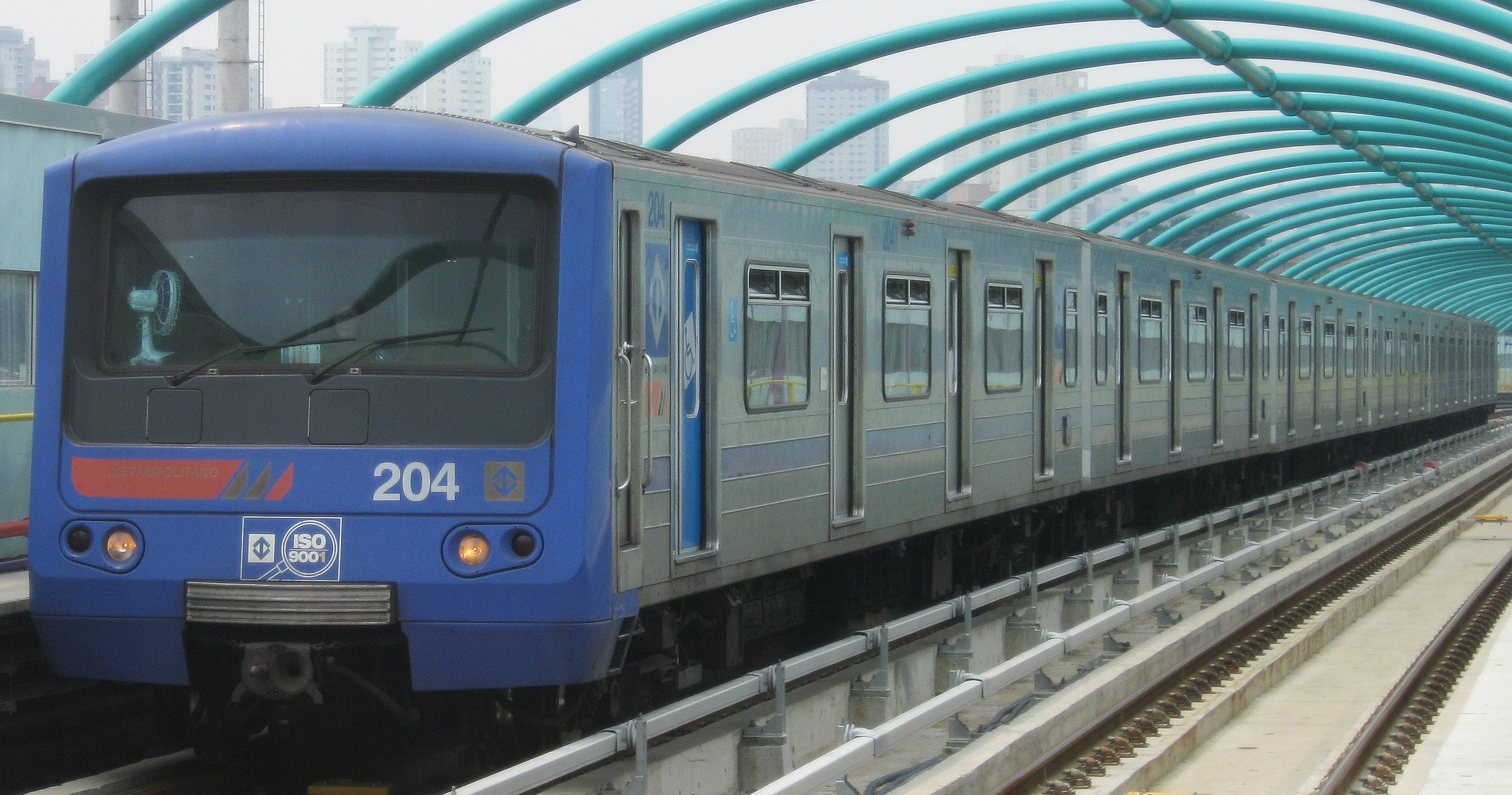
Train Alstom Milênio dans la station Tamanduateí.
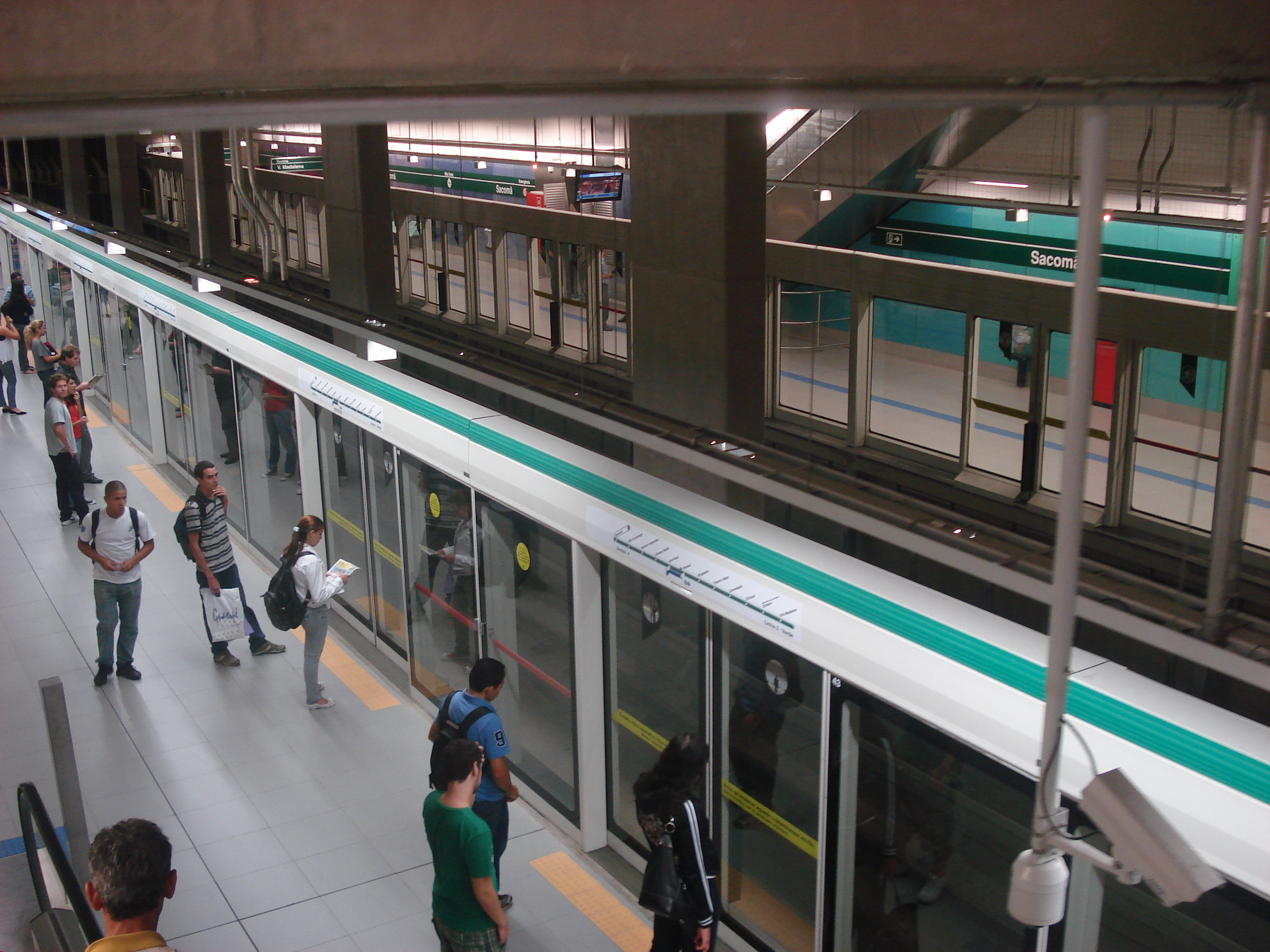
Station Sacomã.